# Intermodulation (album de Bill Evans)
Intermodulation est un album du pianiste de jazz Bill Evans enregistré  et publié en 1966.

## Historique
Cet album, produit par Creed Taylor, a été initialement publié en 1966 par le label Verve Records (V/V6 8655). Il a été enregistré au Rudy Van Gelder Studio à Englewood Cliffs (New Jersey), le 7 avril et le 10 mai 1966. L'ingénieur du son était Rudy Van Gelder.
C'est le second et dernier album en duo réunissant Bill Evans et Jim Hall. Les deux musiciens avaient déjà enregistré en 1963 un premier disque en duo, Undercurrent (United Artists/Blue Note)

## Titres de l’album
| No | Titre                      | Auteur                                        | Durée |
| -- | -------------------------- | --------------------------------------------- | ----- |
| 1. | I've got you under my skin | Cole Porter                                   | 3:21  |
| 2. | My man's gone now          | George Gershwin, Ira Gershwin, DuBose Heyward | 6:44  |
| 3. | Turn out the stars         | Bill Evans                                    | 7:35  |
| 4. | Angel face                 | Joe Zawinul                                   | 6:34  |
| 5. | Jazz samba                 | Claus Ogerman                                 | 3:08  |
| 6. | All across the city        | Jim Hall                                      | 4:50  |

## Personnel
- Bill Evans : piano
- Jim Hall : guitare

## À propos de l'album
4 mesures du solo de Bill Evans sur Angel faces ont été réutilisés par le pianiste pour l'écriture de son morceau Sugar Plum. Evans a composé Sugar Plum quand il a appris que John Court avait écrit des paroles sur une mélodie constituée de 7 répétitions d'une phrase de quatre mesures tirée de son solo. Evans a repris le principe en modulant entre toutes les reprises de phrases (étendue à 8 mesures). Pour l'anecdote, Richie Havens revendique être le véritable auteur des paroles de Sugar Plum.